# Kátia Lund
Kátia Lund (San Paolo, 13 marzo 1966) è una regista, sceneggiatrice e produttrice cinematografica brasiliana.
Le sue opere più importanti includono la co-regia del film City of God e il documentario Noticias de uma Guerra Particular.

## Biografia
Figlia di due statunitensi emigrati in Brasile prima della sua nascita, ha studiato in una scuola cattolica di San Paolo, eccellendovi in storia dell'arte. Ha poi frequentato negli USA l'Università Brown, dove si è laureata con lode. In seguito è stata ingaggiata come aiuto regista in spot pubblicitari e videoclip.
Cresciuta in una famiglia agiata, Kátia aveva ben poca conoscenza della situazione delle persone che vivono nelle favelas, quando è stata assunta da Spike Lee per collaborare alla realizzazione del secondo videoclip di They Don't Care About Us, brano di successo di Michael Jackson: girato in una baraccopoli di Rio, il video è stato oggetto di numerose polemiche, non ultima quella relativa alla presunta amicizia creatasi tra la Lund e il narcotrafficante Marcinho VP, boss della droga locale. Spike Lee ha rivelato che per garantire l'incolumità di Jackson in Brasile fu necessario parlare con Marcinho perché la polizia brasiliana si rifiutava di valicare le colline della favela. Alla Lund era stato appunto chiesto di contattare lo spacciatore. Tempo dopo lei dichiarerà:
Nel 1996, insieme a João Moreira Salles, ha iniziato a lavorare al documentario Noticias de uma Guerra Particular, incentrato sugli sporchi traffici delle favelas, in particolare quelli coinvolgenti minorenni, e sugli scontri tra spacciatori e poliziotti. Il film-inchiesta, uscito nel 1999, è stato acclamato dalla critica e candidato all'Emmy dopo la proiezione al Public Broadcasting Service. La regista ha poi girato alcuni videoclip per cantanti hip-hop, che le hanno permesso di vincere diversi MTV Video Music Awards latini.
Nel 2001 Kátia Lund è stata invitata da Fernando Meirelles a co-dirigere Palace II, un cortometraggio sulla vita di due ragazzi in una baraccopoli, che ha vinto numerosi premi in festival di tutto il mondo. La Lund e Meirelles hanno continuato la loro collaborazione nel film City of God, che ha ricevuto riconoscimenti internazionali ed è stato candidato per quattro Oscar, tuttavia la nomination a miglior regista è andata solamente a Meirelles. I due hanno poi prodotto la serie televisiva City of Men, dirigendo anche alcuni episodi.
Nel 2005 la Lund ha diretto uno degli episodi di All the Invisible Children, film multiculturale sullo sfruttamento infantile che ha riunito registi famosi come Emir Kusturica, Ridley Scott, John Woo e il suo maestro Spike Lee.

## Filmografia parziale

### Cinema
- City of God (2002)
- All the Invisible Children (2005)

### Televisione
- City of Men (2002 - 2005)